# Baauer
Гаррі Баер Родрігес (англ. Harry Bauer Rodrigues, відомий за сценічним ім'ям Baauer, нар. 30 квітня 1989, Філадельфія, США) — американський музичний продюсер та музикант. Він займається виробництвом танцювальної музики з 13 років, здебільшого працюючи в жанрі хауз і електро. Спочатку працював під сценічним ім'ям Captain Harry, під яким створив трек, що потрапив до ефіру BBC Radio 1. 22 травня 2012 року випустив сингл Harlem Shake. Ця пісня була використана для музичного супроводу відеороліку, що спричинив утворення нового інтернет-мему під назвою Harlem Shake та хвилю вірусного відео в інтернеті. 

## Дискографія

### Міні альбоми
- 2012 — DumDum ЕР

### Сингли
| Назва                         | Рік  | Позиція в чарті | Позиція в чарті | Позиція в чарті | Позиція в чарті | Позиція в чарті | Позиція в чарті | Позиція в чарті | Позиція в чарті | Позиція в чарті | Позиція в чарті | Альбом              |  |
| Назва                         | Рік  | США             | АВСТ            | БЕЛ             | КАН             | ДАН             | ФРА             | НДЛ             | НЗЛ             | ШВЕ             | БРТ             | Альбом              |  |
| ----------------------------- | ---- | --------------- | --------------- | --------------- | --------------- | --------------- | --------------- | --------------- | --------------- | --------------- | --------------- | ------------------- |  |
| "Harlem Shake"                | 2012 | 1               | 1               | 6               | 6               | 11              | 34              | 5               | 1               | 41              | 3               | Harlem Shake / Yaow |  |
| "Dum Dum"                     | 2012 | —               | —               | —               | —               | —               | —               | —               | —               | —               | —               | DumDum              |  |
| "Higher" (разом з Just Blaze) | 2013 | —               | —               | —               | —               | —               | —               | —               | —               | —               | —               | TBA                 |  |
|                               |      |                 |                 |                 |                 |                 |                 |                 |                 |                 |                 |                     |  |